# Nine Choucroun
Nine Choucroun, née Fortunée Schecroun le 6 octobre 1896 à Oran et morte le 10 décembre 1978 à Limeil-Brévannes, est une biochimiste française.

## Biographie
Elle naît d'une famille de tanneurs, avec trois frères et deux sœurs. 
Elle fait ses études supérieures en physique à Marseille. Licenciée en Physique (1918), elle est envoyée à Paris par son professeur Houllevigue pour rencontrer Jean Perrin.
Elle soutient en 1923 une thèse sur l'électrisation de contact, les colloïdes et les membranes.
Elle est au départ chargée de service adjointe au service de physique, à la création de l'Institut de biologie physico-chimique en 1927.
Elle est par la suite directrice de recherches à l'IBPC. Elle développe, entre autres, la technique de l'électrophorèse.
Collaboratrice de Jean Perrin, elle devient sa compagne après le décès de son épouse Henriette Perrin-Duportal en 1938. 
Elle est avec lui passagère du paquebot Massilia qui leur permit de fuir avec une partie du gouvernement français en juin 1940 jusqu'à  Casablanca, puis de l'SS Excambion, en décembre 1941 : ils débarquent à New York le 23 décembre 1941.

## Prix Nine-Choucroun
Nine Choucroun a souhaité encourager les jeunes chercheurs à la recherche dans le domaine, très vaste, de la biologie physico-chimique. Le prix Nine-Choucroun, annuel, a été créé en décembre 1980 par ses héritiers. 
La valeur du prix pour l'année 2008 est de 5 000 € et 8 000 € en 2011. Ce prix, décerné sous les auspices de l'Institut de biologie physico-chimique et de la Fondation Edmond de Rothschild, s'adresse à de jeunes chercheurs travaillant dans le domaine de la biologie physico-chimique.

## Sélection de publications
- (en) « On the hypothesis of mitogenetic radiation », Journal of the marine biological association of the United Kingdom, 1930[6].
- « La science et les radiations fantomatiques », Les Cahiers rationalistes, Volume 61, pages 186-212, 1937.
- (en) « Biological effects of a toxic and a sensitizing substance isolated from paraffin oil extract of dead tubercle bacilli », Science, Volume 98, Issue 2545, pages 327-329, 1943[7].
- (en) « Tubercle bacillus antigens biological properties of two substances isolated from paraffin oil extract of dead tubercle bacilli », American review of tuberculosis, Volume 56, Issue 3, pages 203–226, 1947[8].
- (en) « Precipitin test for carbohydrate antibodies in human tuberculosis », American review of tuberculosis, Volume 59, Issue 6, pages 710–712, 1949[9].
- (en) « Some remarks on the adjuvant property of the peptido-glycolipid of Myco. tuberculosis », Tubercle, Volume 48, Issue 3, Pages 237-241, 1967[10].